# Sigentong (Wanasari)
Sigentong is een bestuurslaag in het regentschap Brebes van de provincie Midden-Java, Indonesië. Sigentong telt 8326 inwoners (volkstelling 2010).